# Kylähullut
Kylähullut es una banda de punk rock, speed metal, crossover finlandés, lo forman Alexi Laiho (Children of Bodom), Vesku Jokinen (Klamydia) y anteriormente por Tonmi Lillman (ex-To/Die/For).
El nombre del grupo significa "Los idiotas del pueblo" en finés. 
La banda fue creada solo para el entretenimiento de los músicos, sin preocupaciones y teniendo un enfoque de su música. se originó en Tampere, en un restaurante llamado Telakka en el año 2003 cuando Alexi Laiho y Vesku Jokinen decidieron, después de sentarse a la misma mesa, que podrían afectar la vida de la música finlandesa no solo con el poder de Klamydia y Children of Bodom. La idea esperó hasta germinar, y no tardó mucho hasta que Vesku mandase un par de jugosas canciones para que Alexi revisara. Alexi había estado en contacto con Lillman, con quien había tocado ya en Sinergy. 

## Miembros
- Vesa 'Vesku' Jokinen - vocalista

### Miembros anteriores
- Tonmi Lillman - batería, bajo
- Alexi Laiho - Guitarra, vocalista

## Discografía

### Álbumes
- Keisarinleikkaus(2004)(EP)
- Turpa Täynnä (2005)
- Lisää Persettä Rättipäille(2007)(EP)
- Peräaukko Sivistyksessä (2007)

## Videos
- Kääpiöt - Turpa Täynnä